# الشيماء كواي غير
الشيماء كواي غير (مواليد 1960) هي عضو في الهيئة البرلمانية في الجمعية الوطنية، تنزانيا. وهي واحدة من 48 امرأة عينها الرئيس جاكايا كيكويتي في الجمعية. تم تعيينها عام 2008.
ولدت الشيماء في تنجا، تنزانيا.
كانت الشيماء مصابة بالبرص، ثم أصبحت مكلف بتحسين علاج هؤلاء الأشخاص في تنزانيا، حيث يعتقد الكثيرون أن الحالة لعنة أو أنها آتية من مصدر قوة سحرية. يعد اضطهاد الأشخاص المصابين بالبرص أمرًا شائعًا في المنطقة، بما في ذلك القتل والتشويه وقطع أجزاء من الجسم.